# Candy Pop
«Candy Pop» es una canción grabada por el grupo femenino de k-pop Twice. Es el segundo maxisencillo japonés del grupo con otras tres canciones. La canción fue lanzada como sencillo el 12 de enero de 2018 y el CD sencillo fue lanzado en febrero. 7 de Warner Music Japan.

## Antecedentes
El 22 de diciembre de 2017, Twice anunció el lanzamiento de su segundo sencillo japonés titulado «Candy Pop», junto con varias imágenes de teaser para la nueva canción.
El mismo día se lanzó un adelanto de su pista lado B titulada «Brand New Girl», ya que se seleccionó como la música comercial de Clova Friends de Line. El 12 de enero de 2018, "Candy Pop" se lanzó como un sencillo digital en varios portales de música en línea. El 23 de enero, "Brand New Girl" se lanzó previamente como sencillo digital en Line Music.

## Lanzamiento
El CD sencillo fue lanzado oficialmente el 7 de febrero. «Candy Pop» y «Brand New Girl» también fueron lanzados digitalmente en varios sitios de música de Corea del Sur el mismo día.

## Lista de canciones
| Candy Pop — Digital |                                 |                        |                        |                        |          |  |
| N.º                 | Título                          | Letras                 | Música                 | Arreglo                | Duración |  |
| 1.                  | «Candy Pop»                     | Min Lee "collapsedone" | Min Lee "collapsedone" | Min Lee "collapsedone" | 3:22     |  |
| 2.                  | «Brad New Girl»                 | Na.Zu.Na               | Na.Zu.Na               | Na.Zu.Na               | 3:33     |  |
| 3.                  | «Candy Pop (instrumental)»      |                        | Min Lee "collapsedone" | Min Lee "collapsedone" | 3:22     |  |
| 4.                  | «Brand New Girl (instrumental)» |                        | Na.Zu.Na               | Na.Zu.Na               | 3:33     |  |
| 13:50               |                                 |                        |                        |                        |          |  |